# HIP 13044 b
HIP 13044 b е екзопланета, подобна на Юпитер, от системата HIP 13044q, отстояща на около 2000 светлинни години от Слънчевата система по направление на съзвездието Пещ. Откриването ѝ е съобщено през месец ноември 2010 г. Звездата HIP 13044 е родена в друга галактика джудже, но става част от Млечния път, след като родилната галактика на звездата е абсорбирана от нашата преди 6–9 милиарда години, при което останките на галактиката са формирали звездния Поток Хелми.
Според Rainer Klement от Института по астрономия Макс Планк откритието е много важно, защото това е първата регистрирана планетарна система открита в извънгалактически звезден поток. Планетата е открита благодарение на земния телескоп MPG/ESO 2.2-m на Европейската южна обсерватория в Чилийската обсерватория, Чили, посредством радиално скоростен метод, позволяващ да се доловят нищожни колебания в движението на звездната материя, причинени от гравитационното взаимодействие на звездата с въртящата се около нея планетарна маса.
Откриването на планетата може да предизвика ревизия на съвременната еволюционна теория на планетите, защото това е първата известна планета обикаляща около толкова стара, а в същото време бедна откъм метали звезда.